# Softbol nos Jogos Pan-Americanos de 1995
Os torneios de softbol nos Jogos Pan-Americanos de 1995 foram realizados  em Mar del Plata, Argentina. Foi a quinta edição do esporte nos jogos.

## Medalhistas
| Evento             | Ouro               | Prata              | Bronze   |
| ------------------ | ------------------ | ------------------ | -------- |
| Masculino detalhes | CAN Canadá         | USA Estados Unidos | CUB Cuba |
| Feminino detalhes  | USA Estados Unidos | CAN Canadá         | CUB Cuba |

## Quadro de medalhas
| Ordem | País               | Medalha de ouro | Medalha de prata | Medalha de bronze |   |
| ----- | ------------------ | --------------- | ---------------- | ----------------- | - |
| 1     | CAN Canadá         | 1               | 1                |                   | 2 |
|       | USA Estados Unidos | 1               | 1                |                   | 2 |
| 3     | CUB Cuba           |                 |                  | 2                 | 2 |
| TOTAL | TOTAL              | 2               | 2                | 2                 | 6 |

## Ligação externa
- Jogos Pan-Americanos de 1995